# Бруні Сурін
Бруні Сурін (англ. Bruny Surin; нар. 12 липня 1967, Кап-Аїтьєн, Гаїті) — канадський легкоатлет, що спеціалізується на спринті та стрибках у довжину, олімпійський чемпіон 1996 року, дворазовий чемпіон світу.

## Кар'єра
| Рік                | Змагання                     | Місто                | Місце              | Дисципліна            | Примітки           |
| Представник Канада | Представник Канада           | Представник Канада   | Представник Канада | Представник Канада    | Представник Канада |
| ------------------ | ---------------------------- | -------------------- | ------------------ | --------------------- | ------------------ |
| 1987               | Чемпіонат світу              | Рим, Італія          | —                  | стрибки у довжину     | NM                 |
| 1988               | Олімпійські ігри             | Сеул, Південна Корея | 15 (квал.)         | стрибки у довжину     | 7.73 м             |
| 1989               | Чемпіонат світу в приміщенні | Будапешт, Угорщина   | 6 (півфінал)       | біг на 60 метрів      | 6.61               |
| 1989               | Чемпіонат світу в приміщенні | Будапешт, Угорщина   | 13 (квал.)         | стрибки у довжину     | 7.57 м             |
| 1991               | Чемпіонат світу в приміщенні | Севілья, Іспанія     | 8                  | біг на 60 метрів      | 6.66               |
| 1991               | Чемпіонат світу              | Токіо, Японія        | 8                  | біг на 100 метрів     | 10.14              |
| 1991               | Чемпіонат світу              | Токіо, Японія        | 4 (забіг)          | естафета 4×100 метрів | 38.76              |
| 1992               | Олімпійські ігри             | Барселона, Іспанія   | 4                  | біг на 100 метрів     | 10.09              |
| 1992               | Олімпійські ігри             | Барселона, Іспанія   | —                  | естафета 4×100 метрів | DNF                |
| 1993               | Чемпіонат світу в приміщенні | Торонто, Канада      | 1                  | біг на 60 метрів      | 6.50               |
| 1993               | Чемпіонат світу              | Штутгарт, Німеччина  | 5                  | біг на 100 метрів     | 10.02              |
| 1993               | Чемпіонат світу              | Штутгарт, Німеччина  | 3                  | естафета 4×100 метрів | 37.83              |
| 1995               | Чемпіонат світу в приміщенні | Барселона, Іспанія   | 1                  | біг на 60 метрів      | 6.46               |
| 1995               | Чемпіонат світу              | Гетеборг, Швеція     | 2                  | біг на 100 метрів     | 10.03              |
| 1995               | Чемпіонат світу              | Гетеборг, Швеція     | 1                  | естафета 4×100 метрів | 38.31              |
| 1996               | Олімпійські ігри             | Лос-Анджелес, США    | 5 (півфінал)       | біг на 100 метрів     | 10.13              |
| 1996               | Олімпійські ігри             | Лос-Анджелес, США    | 1                  | естафета 4×100 метрів | 37.69              |
| 1997               | Чемпіонат світу в приміщенні | Париж, Франція       | 5                  | біг на 60 метрів      | 6.57               |
| 1997               | Чемпіонат світу              | Афіни, Греція        | 7                  | біг на 100 метрів     | 10.12              |
| 1997               | Чемпіонат світу              | Афіни, Греція        | 1                  | естафета 4×100 метрів | 37.86              |
| 1999               | Чемпіонат світу в приміщенні | Маебасі, Японія      | 8                  | біг на 60 метрів      | 6.64               |
| 1999               | Чемпіонат світу              | Севілья, Іспанія     | 2                  | біг на 100 метрів     | 9.84               |
| 1999               | Чемпіонат світу              | Севілья, Іспанія     | —                  | естафета 4×100 метрів | DSQ                |
| 2000               | Олімпійські ігри             | Сідней, Австралія    | 8 (півфінал)       | біг на 100 метрів     | 50.94              |
| 2001               | Чемпіонат світу              | Едмонтон, Канада     | 7 (півфінал)       | біг на 100 метрів     | 11.39              |